# エコポイントの活用によるグリーン家電普及促進事業
エコポイントの活用によるグリーン家電普及促進事業（エコポイントのかつようによるグリーンかでんふきゅうそくしんじぎょう）は、2008年（平成20年）の世界金融危機（リーマン・ショック）を機に日本政府が、翌2009年（平成21年）度の補正予算などにおいて経済・景気対策の1つとして行った事業である。環境省・経済産業省・総務省が所管する。事業予算は2,946億円。自民党・公明党連立政権である麻生内閣の経済対策・環境対策において開始され、民主党・国民新党・社民党連立政権への移行後においても、エコポイントの概念並びに制度が最終的に2010年（平成22年）度いっぱいまで継続・延長された。
当初は単に「エコポイント事業」と略されていたが、後に住宅関係にも同種の制度が導入されたことから、区別のため略称は現在「家電エコポイント事業」に統一されている（以後、記事中の略称表記もこれに統一する）。
なお、環境省が単独で支援しながら行っているエコ・アクション・ポイント事業とは異なる仕組みである。

## 概要
家電エコポイント事業は、地球温暖化防止、経済の活性化、地上デジタル放送対応のテレビの普及を目的として省エネルギー性能の高いエアコン・冷蔵庫・地上デジタル放送対応テレビを購入した者に対して一定のエコポイントを付与し、これを使ってエコ商品等を購入できるようにするという制度である。
2009年（平成21年）5月15日に始まり、当初は2010年（平成22年）3月31日までに購入した対象商品が家電エコポイント付与の対象となり、期限はその後2010年（平成22年）12月31日、2011年（平成23年）3月31日と、条件を段階的に厳しくしながら延長された。家電エコポイントに相当する指定商品との交換の受け付けは事務局が行い、交換は事業者を介して行われている。
家電エコポイントと交換できる様々な商品などについては、2009年（平成21年）6月1日から6月11日の期間に第一次募集が行われ、その後も随時追加募集を行っている。制度の運用は公募により選ばれた基金管理団体（一般社団法人環境パートナーシップ会議）および事務事業者（グリーン家電普及推進コンソーシアム）により行なわれる。
地上デジタル放送対応テレビの導入促進や家電の買い換えによる景気刺激策であるが、対象の家電はいずれも大型の品であり、輸送時や廃棄・リサイクルする際に環境負荷が発生する点について、環境省は新型の家電はエネルギー効率が高く、間接的に二酸化炭素（CO2）の排出が抑制されるはずであると答えているが、廃棄やリサイクル時の環境コストについては言及していない。また、終了後の消費の減退を考慮すれば、｢消費の先食い｣を招いたともいえる。
商品カタログに不備
家電エコポイント制度では、郵便局や家電量販店で配布しているカタログから商品を選ぶ仕組みになっているが、カタログに掲載されている271商品のうちおよそ86商品でコード番号が記載されていないことが判明。そのためコード番号を記載せず品名を書き込んでも申請が受理されず、申請用紙が申請者に返送されるといったトラブルが相次いだ。経済産業省や環境省は2009年9月に全面改訂するとした。

## 家電エコポイント付与の対象となる家電製品
家電エコポイント事業の対象家電製品については、統一省エネラベルの4つ星以上の「エアコン」、「冷蔵庫」、「地上デジタル放送対応テレビ」および、4つ星相当として扱うことが適当と認められるものとして、以下の通りとされている。
1. 共通事項
「購入」期間は2009年（平成21年）5月15日から
  1. 2010年（平成22年）3月31日まで
  2. 2010年（平成22年）12月31日まで（第1次条件改定）
  3. 2011年（平成23年）3月31日まで（第2次条件改定）
2. エアコン
2009年5月上旬に予定される、改正後の統一省エネラベル4つ星基準を満たす製品
3. 冷蔵庫
2009年5月1日から実施される、改正後の統一省エネラベル4つ星基準を満たす製品。但し、該当製品のない定格内容積400リットル以下の冷蔵庫については、現時点で省エネレベルが最高水準にある製品（改正前の統一省エネラベル5つ星基準を満たす製品）
4. 地上デジタル放送対応テレビ
現行の統一省エネラベル4☆基準を満たす製品
統一省エネラベルの基準が設定されていない以下の製品につき、現行の統一省エネラベル4☆相当の基準を満たすと認められるもの。
液晶ディスプレイテレビ
プラズマディスプレイテレビ
有機ELテレビ
地上デジタルチューナー搭載PCモニター

統一省エネラベルの基準で4つ星以下の製品は、省エネ性能が優れていないと言う訳ではなく、その評価は、過去の同クラスの製品の省エネ性能を基準に設定されている。例えば、テレビなら液晶サイズ、アスペクト比、画素数など、それによって細かく区分が分かれていて、全メーカーで共通の基準が設けられている。
評価が5つ星でも、消費電力が大きいクラスの製品は基準となる値も大きいことが多く、もともと消費電力が少ない製品と比較した場合は、4つ星以下の製品よりも消費電力が大きいこともある。買い換えの際は省エネ達成率だけではなく、年間消費電力量も必ず確認したほうが良い。

### 第1次条件改定
テレビの省エネルギー性能が向上したことから、テレビの対象商品が「2012年基準の統一省エネラベル4☆または5☆を満たす商品」に厳格化され、これを満たしていない商品については2010年（平成22年）4月1日以降に購入した場合対象外となった。

### 第2次条件改定
エコカー購入補助金の財源が期間満了前に枯渇してしまった反省から、財源確保を図るためさらに厳しくした。
1. 2012年基準の統一省エネラベル5☆に対象を限定し、4☆の商品については、2011年（平成23年）1月1日から3月31日までに購入した場合は対象外とする
2. 同期間において、これまで3,000点ないしは5,000点の付与対象としていた古い家電製品からの買い替え（リサイクル）を必須条件とし、買い替えポイントを廃止する
3. またこれに先立ち、2010年（平成22年）12月1日購入分から付与ポイントを半分前後に減らす

## ポイント付与のための必要書類等
ポイント付与及びこれを利用した様々な商品との交換を行うに当たっては、以下の書類が必要となる。
1. メーカー発行の保証書のコピー（購入日、購入店、製品型番、製造番号がわかること）
2. 領収書またはレシートの原本（購入日、購入店、購入製品、購入者名、金額がわかること）
3. 家電リサイクル券の排出者控えのコピー（新たに対象家電製品を購入し、同種の古い家電をリサイクルした場合に限る）

## ポイント付与額
対象の家電製品のうち統一省エネラベルと呼ばれる、省エネ達成率を示す5つ星評価の基準で、4つ星以上の対象家電製品を購入すると、ポイントを得ることが出来る。以下いずれも得られるポイントは、購入金額ではなく製品の大きさやスペックで分類。
対象家電製品の購入に対して付与する家電エコポイント点数は下記の通りである。1点=1円に設定。交換有効期限は2012年（平成24年）3月31日までの予定だが、ポイント付与期間中でも予定されている予算額を超えそうな場合は別途協議の上、早期にポイント付与が終了する場合もある。
| 購入期間→                                                                                  | 2009年（平成21年）5月15日〜 2010年（平成22年）11月30日        | 2010年（平成22年）12月1日〜31日                               | 2011年（平成23年）1月1日〜3月31日                             |
| カテゴリ                                                                                   | エアコン                                                      | エアコン                                                      | エアコン                                                      |
| ------------------------------------------------------------------------------------------ | ------------------------------------------------------------- | ------------------------------------------------------------- | ------------------------------------------------------------- |
| 2.2kW以下                                                                                  | 6,000点                                                       | 3,000点                                                       | 3,000点                                                       |
| 2.5kW〜 2.8kW                                                                              | 7,000点                                                       | 4,000点                                                       | 4,000点                                                       |
| 3.6kW以上                                                                                  | 9,000点                                                       | 5,000点                                                       | 5,000点                                                       |
| 買い替え                                                                                   | 上記点数+3,000点                                              | 上記点数+3,000点                                              | 【必須化】上記+0点                                            |
| カテゴリ                                                                                   | 冷蔵庫                                                        | 冷蔵庫                                                        | 冷蔵庫                                                        |
| 250L以下                                                                                   | 3,000点                                                       | 2,000点                                                       | 2,000点                                                       |
| 251L〜400L                                                                                 | 6,000点                                                       | 3,000点                                                       | 3,000点                                                       |
| 401L〜500L                                                                                 | 9,000点                                                       | 5,000点                                                       | 5,000点                                                       |
| 501L以上                                                                                   | 10,000点                                                      | 5,000点                                                       | 5,000点                                                       |
| 買い替え                                                                                   | 上記点数+5,000点                                              | 上記点数+5,000点                                              | 【必須化】上記+0点                                            |
| カテゴリ                                                                                   | 地上デジタル放送対応テレビ （液晶テレビ、プラズマテレビなど） | 地上デジタル放送対応テレビ （液晶テレビ、プラズマテレビなど） | 地上デジタル放送対応テレビ （液晶テレビ、プラズマテレビなど） |
| 26V未満                                                                                    | 7,000点                                                       | 4,000点                                                       | 4,000点                                                       |
| 26V〜32V                                                                                   | 12,000点                                                      | 6,000点                                                       | 6,000点                                                       |
| 37V                                                                                        | 17,000点                                                      | 8,000点                                                       | 8,000点                                                       |
| 40V〜42V                                                                                   | 23,000点                                                      | 11,000点                                                      | 11,000点                                                      |
| 46V以上                                                                                    | 36,000点                                                      | 17,000点                                                      | 17,000点                                                      |
| 買い替え                                                                                   | 上記点数+3,000点                                              | 上記点数+3,000点                                              | 【必須化】上記+0点                                            |
| - 「買い替え」は、対象家電製品の購入と同時に同種の古い家電製品のリサイクルを行う場合の加算 |                                                               |                                                               |                                                               |

## 交換できる商品
交換できる商品は大別して「商品券・プリペイドカード」「地域型商品券」「全国型の地域産品」「都道府県型の地域産品」「省エネ・環境配慮製品」に分けられるが、交換できる商品の種類が非常に多い（200点以上）ため、一部を抜粋した。
- 電子マネー
  - 交通系（ICOCA、TOICA、SUGOCA、はやかけんなど）※既存カードを利用したチャージはできない。

Suica、PASMOは受付を終了した。
  - nanaco
  - WAON
  - Edy
- 金券類
  - ギフトカード（JCB、三井住友VISAカードなど）
  - オレンジカード
  - おこめギフト券
  - 全国共通すし券
  - 図書カード
  - 花とみどりのギフト券
  - 旅行券（JTB、日本旅行、近畿日本ツーリストなど）
  - 全国百貨店共通商品券
  - ＣＧＣグループ共通商品券
  - セブン&アイ共通商品券
  - イオン商品券
  - クオカード
- 地域の商品券・産地直送品

など

## 家電エコポイント申請サポート販売店制度
家電エコポイントに関わる種々の問い合わせや申請手続きのサポートを行う家電エコポイント申請サポート販売店（エコポイントサポーターズ）制度がある。
これに登録した販売店は購入者に対する家電エコポイント登録の様々な問い合わせや相談に応じると共に登録販売店で対象商品を買って取得した家電エコポイントが購入した登録販売店で利用できるようになる。
ポイントが利用できる物は
- 地上デジタル放送用アンテナ工事（対応テレビ購入の場合のみ）
- 電球形蛍光ランプ（10形、15形、25形）
- 電球形LEDランプ
- 充電式ニッケル水素電池（単1 - 単4型の電池および電池と充電器のセット）

に限られる。

## 評価・批判

### システムの見切り発進
エコポイントの申請、集計を行うシステムは要件定義すら行われないままスタートし、「住みながら家を建てる」状態だったといわれている。

### 不明瞭な公平性
ポイントの付与は経産省所管の財団法人である省エネルギーセンターによってなされるが、これを精査する第三者機関は設置されない。

### 需要の先食い
家電エコポイントの実施により2009年（平成21年）度のテレビ販売を押し上げたが、所詮需要の先食いであるため、制度が完全に打ち切られる2011年（平成23年）度以降の反動減は避けられない上、政策期間が長期に及ぶため需要変動を大きく歪めた状態となっている。くわしくは駆け込み需要も参照。

### 肯定的評価
肯定的な評価もある。大阪大学フェローの小野善康は直接的な影響として、税金を投じたがその税金以上の税収を生んだとしている。さらに間接的に、新たな需要や市場も生んだとする。小野は、財源が尽きてもエコポイントを廃止すべきではなく、むしろ拡大した方が、景気刺激はもちろん財政健全化にも寄与すると主張している。

## 結果
政府は、2011年6月にエコポイント制度についての分析結果をまとめ、エコポイント制度による経済波及効果が5兆円に上り、延べ32万人の雇用を創出したと発表した。また、制度実施期間中に購入された省エネ家電により、273万トンの二酸化炭素排出量の削減効果があったとも発表した。これは、日本の家庭部門の年間排出量の約1.5%に相当する数字である。
これについて、松本龍環境大臣は「二酸化炭素削減効果と経済効果がものすごく大きかった」とコメントし、自民党政権が導入したエコポイント制度を評価した。
2012年10月に会計検査院は、この事業についてグリーン家電の普及には寄与していたとしつつも、二酸化炭素排出量の削減効果が年間21万トンにとどまり、他の試算では新規購入、大型化により二酸化炭素排出量の1年当りの総排出量が最大173万トン増加したとの結果を公表した。

## 沿革
改革クラブ（のちの新党改革）幹事長だった荒井広幸が発案、麻生太郎首相に提案し、麻生内閣の下で実現された。
- 2009年（平成21年）
  - 5月15日 - この日以降における対象商品の購入が家電エコポイント付与の対象となる
  - 6月1日〜11日 - 家電エコポイントとの交換商品の第1次募集
  - 7月1日 - 家電エコポイントの交換受付開始
- 2010年（平成22年）
  - 4月1日 - 第1次条件改定の上で期間延長。テレビの対象商品が大幅に減る
  - 10月8日 - 菅内閣、第2次条件改定実施を閣議決定
  - 12月1日 - 第2次条件改定により付与ポイントを大幅削減
- 2011年（平成23年）
  - 1月1日 - 第2次条件改定完全実施
  - 3月31日 - 適用最終日
- 2012年（平成24年）
  - 3月31日 - 商品交換最終日

## テレビ番組
- 日経スペシャル ガイアの夜明け 消費は動くか～エコ商戦！大型景気対策を追う～（2009年6月23日、テレビ東京）[12]。- 「エコポイント制度」による景気対策を取材。